# Kljutschi (Kamtschatka)

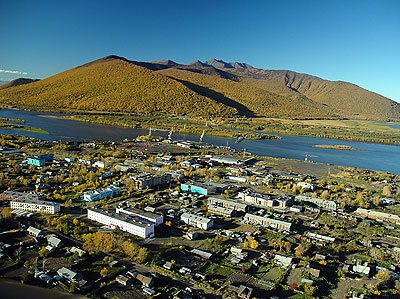
Kljutschi. Blick über den Kamtschatka-Fluss zur Chertschanskaja

Kljutschi (russisch Ключи) ist ein Dorf in der Region Kamtschatka (Russland) mit 5726 Einwohnern (Stand 14. Oktober 2010).

## Geographie
Das Dorf liegt in der Zentralsenke der Halbinsel Kamtschatka am rechten Ufer des gleichnamigen Flusses Kamtschatka. Am jenseitigen, nördlichen Ufer der Kamtschatka erhebt sich der 1400 Meter hohe, erloschene Vulkan Chertschanskaja. 30 Kilometer südlich des Dorfes liegt der mit 4750 Metern höchste Vulkan Eurasiens, die Kljutschewskaja Sopka, dessen Fuß bis Kljutschi reicht, während sich 40 Kilometer nordöstlich der seit Dezember 2006 wieder äußerst aktive, über 3000 Meter hohe Schiwelutsch erhebt, dessen letzter starker Ausbruch sich am 14. September 2008 ereignete, als er Rauch und Asche bis in 6,5 Kilometer Höhe auswarf und ein Teil des Kraters einbrach.
Kljutschi befindet sich etwa 450 Kilometer nördlich der Regionshauptstadt Petropawlowsk-Kamtschatski. Der Ort gehört zum Rajon Ust-Kamtschatsk, dessen Verwaltungszentrum, die Siedlung städtischen Typs Ust-Kamtschatsk, etwa 100 Kilometer entfernt in östlicher Richtung an der Mündung der Kamtschatka in den Pazifischen Ozean liegt.

## Geschichte
Das Dorf Kljutschi (ein russisches Wort für Quellen) wurde 1741 neu gegründet, nachdem bereits seit etwa 1701 in der Gegend eine der ersten russischen Ansiedlungen auf Kamtschatka unter dem Namen Nischne-Kamtschatsk bestanden hatte. Von hier aus startete Vitus Bering 1728 seine Erste Kamtschatka-Expedition. 1731 wurde diese Siedlung während eines Aufstandes der Ureinwohner („Kamtschadalen“) niedergebrannt, von den Russen verlassen und unweit der Kamtschatkamündung neu errichtet (heute wieder unbewohnt).
Die Siedlung Kljutschi blieb bis in das 20. Jahrhundert unbedeutend, als hier 1932 ein Forstwirtschafts- und ein Holzverarbeitungsbetrieb errichtet wurden. 1951 wurde der Status einer Siedlung städtischen Typs verliehen, 1979 das Stadtrecht. Infolge der Wirtschaftskrise der 1990er Jahre sank die Einwohnerzahl rapide, und Kljutschi verlor 2004 den Stadtstatus.

### Bevölkerungsentwicklung
| Jahr | Einwohner |
| ---- | --------- |
| 1959 | 6.949     |
| 1970 | 7.809     |
| 1979 | 9.317     |
| 1989 | 11.251    |
| 2002 | 7.073     |
| 2010 | 5.726     |

Anmerkung: Volkszählungsdaten

## Kultur und Sehenswürdigkeiten
Seit 1935 existiert in Kljutschi eine Vulkanologische Station des Institutes für Vulkanologie und Seismologie der Fernöstlichen Sektion der Russischen Akademie der Wissenschaften.
Kljutschi ist einer der Ausgangspunkte für den Besuch der Kljutschewskaja Sopka.

## Wirtschaft und Infrastruktur
In Kljutschi gibt es kleinere Betriebe der Forstwirtschaft und der holzverarbeitenden Industrie sowie zur Verarbeitung von landwirtschaftlichen Produkten und Fisch.
Der Ort ist Endpunkt einer Straße, die von Petropawlowsk-Kamtschatski durch die Zentralsenke der Halbinsel nach Norden verläuft. Südwestlich befindet sich ein kleiner Flughafen.